# Сланица
Сланица (грчки:Σλάνιτσα - Сланица) је географско-историјска област у Егејској Македонији, Грчка. Област се налази на територији округа Пела и Иматија. Традиционално, област је ограничена са севера Воденским платоом, са запада планином Каракамен (Вермио), са југа реком Бистрицом, са истока облашћу Урумлук (Румлуки) и бившим Пазарским језером, а са североистока облашћу Бојмија. Слив који на простору Сланице творе реке Вода и Мегленица назива се Колудеј.
У 11. веку Сланица је епархија Охридске архиепископије. Претпоставља се да се њено седиште налазило у истоименом месту, који се налазио на месту данашњег града Пазара или у његовој близини. Касније је седиште епархије пресељено у Воден.